# جابر عصفور
جابر أحمد عصفور (ولد في المحلة الكبرى في 25 مارس 1944 - 31 ديسمبر 2021) كاتب ومفكر وباحث وأكاديمي مصري، كان رئيس المجلس القومي للترجمة، وأمينًا عامًا للمجلس الأعلى للثقافة في مصر ووزيرًا للثقافة فيها.

## تدرجه العلمي
- حصل على درجة الليسانس من قسم اللغة العربية بكلية آداب جامعة القاهرة بتقدير ممتاز مع مرتبة الشرف (يونيو 1965).[5]
- حصل على درجة الماجستير من قسم اللغة العربية بكلية آداب جامعة القاهرة بتقدير ممتاز (يوليو 1969).[5]
- حصل على درجة الدكتوراه من قسم اللغة العربية بكلية آداب جامعة القاهرة، بمرتبة الشرف الأولى (1973).[5]

## تدرجه الأكاديمي
- عمل جابر عصفور بالسلك الأكاديمي بكلية آداب جامعة القاهرة منذ عام 1966[5]، حيث عين معيداً بقسم اللغة العربية بالكلية في 19 مارس 1966.
- حصل على درجة مدرس مساعد في 29 نوفمبر 1969، ثم مدرس في 18 يوليو 1973.
- عمل أستاذاً مساعداً زائراً للأدب العربي بجامعة ويسكونسن-ماديسون الأمريكية (أغسطس 1977 ـ أغسطس 1978).[5]
- أستاذ مساعد بقسم اللغة العربية بكلية آداب جامعة القاهرة اعتبارا من 11 أكتوبر 1978.
- عمل أستاذاً زائراً للنقد العربي بجامعة ستكهولم بالسويد (سبتمبر 1981 - يونيو 1982).[5]
- عين أستاذاً النقد الأدبي بقسم اللغة العربية بكلية آداب القاهرة سنة 1983.
- عمل أستاذاً معاراً ثم عميداً مساعداً بكلية الآداب – جامعة الكويت (1983-1988).[5]
- رأس قسم اللغة العربية بكلية الآداب جامعة القاهرة من 19 مارس 1990 إلى فبراير 1993.
- أمين عام المجلس الأعلى للثقافة اعتبارا منذ 24 يناير 1993 حتى مارس 2007.
- أستاذ زائر للنقد العربي – بجامعة هارفارد الأمريكية (1995).[5]
- وزيرا للثقافة 31 يناير 2011 خلفا للوزير السابق فاروق حسني
- استقال من وزارة الثقافة 9 فبراير 2011 لأسباب صحية.[7]
- وكان وزير الثقافة للمرة الثانية من يونيو 2014 حتى نهاية فبراير 2015.[7]

## أنشطة أخرى
- عضو الهيئة الإستشارية لمشروع كتاب في جريدة [8]

```
عضو في لجان الجوائز الآتية:
[
5
]
```

- جوائز الدولة التشجيعية - مصر.
- جائزة مؤسسة الكويت للتقدم العلمي – الكويت.
- جائزة سلطان بن علي العويس الثقافية – الإمارات.

- رئيس تحرير مجلة فصول (1992).[5]
- عضو هيئة تحرير مجلة قضايا وشهادات (1990-1992).[5]
- مستشار تحرير مجلات:
  - فصول (مجلة النقد الأدبي)، الهيئة المصرية العامة للكتاب، القاهرة.
  - المهد، الأردن.
  - ألف، الجامعة الأمريكية، القاهرة.
  - عالم الفكر، وزارة الإعلام، الكويت.
  - مجلة الحداثة اللبنانية - بيروت.[9][10]
  - مجلات كلية الآداب، جامعة صنعاء واليرموك والكويت وبغداد والرياض والإمارات.[5]
- عصو المجلس القومي للمرأة ـ مصر، وهو مقرر لجنة الثقافة والإعلام بالمجلس.
- عضو لجنة الدراسات الأدبية واللغوية بالمجلس الأعلى للثقافة (سابقاً).
- عضو المكتب التنفيذي بالمجلس القومي للمرأة منذ تأسيسه.
- عضو لجنة الآداب والدراسات اللغوية بمكتبة الإسكندرية منذ تشكيلها في مارس 2003.
- مدير المركز القومي للترجمة منذ 28 مارس 2007.[11]
- عضو بالجمعيات الأدبية الأتية:
  - الجمعية الأدبية المصرية بالقاهرة.
  - اتحاد كتاب مصر.
  - مجلس إدارة جمعية النقاد بالقاهرة.
  - سكرتير عام الرابطة المصرية لاتحاد كتاب آسيا وأفريقيا بالقاهرة.
  - عين وزيرا للثقافة في الحكومة المصرية الجديدة واستقال بعد عشرة أيام من توليه المنصب في 9 فبراير 2011 بسبب عدم رغبته في المشاركة في وزارة ذات وجوه وزارية من العهد البائت وتعدي بعض الوزارء بوصف شباب ثورة الغضب بأنهم بلطجية رغم وقوفهم على روح شهداء الثورة دقيقة حداد حدث هذا في أول اجتماع لمجلس الوزارء برئاسة الفريق أحمد شفيق وقال د.جابر عصفور هذا في برنامج الحياة اليوم بتاريخ 13-2-2011 .

## المؤتمرات التي شارك فيها
شارك جابر عصفور في عشرات من المؤتمرات والندوات التخصصية داخل وخارج الوطن العربي، منها:
- مؤتمر الدراسات العربية بالولايات المتحدة، ديسمبر 1977.
- مؤتمر طه حسين بجامعة القاهرة، أكتوبر 1979.
- مؤتمر حافظ وشوقي، وزارة الثقافة، القاهرة، أكتوبر 1982.
- ندوة علم النص بتونس، ديسمبر 1982.
- الندوة الدولية لذكرى طه حسين العاشرة في مدريد، أبريل 1983.
- شعر الشابي في تونس، أكتوبر 1984.
- العديد من المؤتمرات النقدية والأدبية في العواصم العربية المختلفة وجامعات أوروبا والولايات المتحدة الأمريكية.

## كتاباته

### المؤلفات
- الصورة الفنية في التراث النقدي والبلاغي. (القاهرة: دار المعارف) (1973).[5][12]
- مفهوم الشعر: دراسة في التراث النقدي. (القاهرة: دار الثقافة) (1978).[5]
- المرايا المتجاورة، دراسة في نقد طه حسين. (القاهرة: الهيئة المصرية العامة للكتاب) (1983).[5]
- الإحيائية والإحيائيون ـ دار الثقافة للإحياء، كلية الآداب جامعة القاهرة.[5]
- قراءة التراث النقدي – (دمشق: دار كنعان للدراسات والنشر) (1991).[5]
- التنوير يواجه الإظلام – (القاهرة: الهيئة المصرية العامة للكتاب) (1993).[5]
- محنة التنوير – (القاهرة: الهيئة المصرية العامة للكتاب) (1993).[5]
- دفاعاً عن التنوير- (القاهرة: الهيئة العامة للثقافة) (1993).[5]
- هوامش على دفاتر التنوير - (بيروت: دار سعاد الصباح) (1994).[5][12]
- إضاءات - (القاهرة: إضاءات الهيئة العامة لقصور الثقافة) (1994).[5]
- أنوار العقل – (القاهرة: الهيئة المصرية العامة للكتاب) (1996).[5]
- آفاق العصر ــ (القاهرة: الهيئة المصرية العامة للكتاب) (1997)
- زمن الرواية - (دمشق: دار المدى للثقافة والنشر) (1999).[12]
- أوراق ثقافية ـ (القاهرة: المركز المصري العربي) (2003).
- النقد الأدبي والهوية الثقافية - (دبي: مجلة دبي الثقافية) (2009).[12]
- في محبة الشعر. (2009).
- الهوية الثقافية والنقد الأدبي. (2010).
- زمن جميل مضى. (2010).
- رؤى العالم: عن تأسيس الحداثة العربية في الشعر. (2011).
- غواية التراث. (2011).
- نجيب محفوظ: الرمز والقيمة. (2011).
- للتنوير والدولة المدنية. (2013).
- عن الثقافة والحرية. (2015).
- المقاومة بالكتابة: قراءة في الرواية المعاصرة. (2016).
- تحرير العقل. (2016).
- تحولات شعرية. (2016).
- قصيدة الرفض: قراءة في شعر أمل دنقل. (2017).
- أمل دنقل ذكريات ومقالات وصور. (2017).
- رؤيا حكيم محزون: قراءات في شعر صلاح عبد الصبور. (2017).[13]
- بعيداً عن مصر. (2017).
- زمن القص: شعر الدنيا الحديثة). (2019).
- نقد ثقافة التخلف. (2019).
- قاطرة التقدم: الترجمة ومجتمع المعرفة. (2019).
- في محبة ألف ليلة وليلة. (2019).[14]
- متعة القص. (2021).[15]

### البحوث والمقالات
له العديد من البحوث والمقالات المؤلفة والمترجمة ومنها:
- الصورة الشعرية، مجلة المجلة، القاهرة، 1968.
- ستيفن أولمان: الأسلوب والشخصية، المجلة، القاهرة، أغسطس 1971.
- نظرية الفن عند الفارابي، الكاتب، القاهرة، 1975.
- موريس بورا: الخيال البدائي، الكلمة، صنعاء، سبتمبر 1976.
- قراءة أولية في أدونيس، الكلمة، اليمن، 1977.
- لوسيان جولدمان: علم اجتماع الأدب، فصول، القاهرة، يناير 1981.
- نقاد نجيب محفوظ، فصول، القاهرة، 1981.
- النظريات الأدبية المعاصرة، جامعة الكويت، مارس 1987.
- شعراء السبعينيات في مصر، جامعة صنعاء، أبريل 1991.
- جاك دريدا: البنية والعلامة واللعب في خطاب العلوم الإنسانية، فصول، 1993.
- أبو حيان التوحيدي بعد ألف عام، فصول، القاهرة، نوفمبر 1995.
- استراحة البيان، مقال أسبوعي بجريدة البيان، دبي، منذ عام 1998.

### الترجمة
- عصر البنيوية من ليفي شتراوس إلى فوكو - (بغداد: دار آفاق عربية) (1985).[5][12]
- الماركسية والنقد الأدبي - (الدار البيضاء: دار قرطبة) (1986).[5][12]
- اتجاهات النقد المعاصر، المجلس الأعلى للثقافة، القاهرة، 2002.
- النظرية الأدبية المعاصرة، رامان سلدن، ترجمة جابر عصفور. القاهرة: دار الفكر (1991)[16]
- تيارات نقدية محدثة. مجموعة مؤلفين. اختيار وترجمة (2009).
- الخيال الأسلوب الحداثة. نخبة من المؤلفين. (2009)

## الجوائز والتكريمات
- جائزة أفضل كتاب للدراسة النقدية، وزارة الثقافة – القاهرة (1984).[5]
- جائزة أفضل كتاب في الدراسات الأدبية، مؤسسة الكويت للتقدم العلمي، الكويت (1985).[5]
- جائزة أفضل كتاب في الدراسات الإنسانية، معرض الكتاب الدولي- القاهرة (1995).[5]
- الوسام الثقافي التونسي من رئيس جمهورية تونس (أكتوبر 1995).[5]
- جائزة سلطان بن علي العويس في حقل الدراسات الأدبية والنقد ـ الدورة الخامسة (1996-1997).[5]
- درع رابطة المرأة العربية (8 مارس 2003).
- جائزة القذافي العالمية (الدورة الأولى) سنة 2009.[11]
- جائزة النيل (2019).[17]

## وفاته
فارق عصفور الحياة صباح يوم الجمعة في 31 ديسمبر (كانون الأول) 2021، في القاهرة بعد تعرضه لوعكة صحية دخل على إثرها الرعاية المركزية، في مستشفى القصر العيني.
وكان عصفور قد تعرض لوعكة صحية مماثلة، خلال شهر أكتوبر (تشرين الأول) من العام نفسه، وأمضى عدة أيام بالمستشفى قبل أن يغادرها بعد استقرار حالته الصحية، وفقًا لما ذكره، نبيل عبد الفتاح، مستشار مركز الأهرام للدراسات السياسية والاستراتيجية، من خلال صفحته على موقع الفيسبوك.

## وصلات خارجية
- جابر عصفور على موقع أرشيف الشارخ.
- روافد: مقابلة توثيقية مع جابر عصفور على قناة العربية
- حوار مع د.جابر عصفور في برنامج ستوديو اللبد
- بلدنا بالمصري: وزير الثقافة المستقيل د. جابر عصفور
- جسور من القاهرة - حلقة رقم 46 - حوار خاص مع الدكتور جابر عصفور - وزير الثقافة الأسبق